# Kalafina
Kalafina (カラフィナ) er en japansk popgruppe oprettet af Yuki Kajiura (梶浦由記), oprindeligt med henblik på at indspille temasange til filmserien Kara no Kyoukai -the Garden of sinners- (空の境界; Boundary of Emptiness). Gruppen er siden fortsat efter at have fuldført denne opgave. Kalafina har for tiden kontrakt med Sony Music Entertainment. Kalafinas musik er i vid udstrækning forbundet med anima-film.
Kalafinas musikalske kvaliteter ligger i udnyttelsen af kontrasten mellem vokaliststemmerne (Keiko er mezzosopran, Wakana og Hikaru er begge sopraner) til modspil og medspil (tidvis synger vokalisterne mod hinanden, tidvis finder de sammen i samme melodigang). Musikalsk er gruppen yderst vidtfavnende fra ballader til det yderst tempofyldte. Sangene udmærker sig alle ved at være enkle og iørefaldende i melodien, men yderst melodiske (således "intermezzo" (Mellemspil), "I have a dream" (Jeg har en drøm) og "Kimi ga Hikari ni Kaete Yuku" (Du omdanner det til lys); mere tempofyldt er fx "Kyrie" (Herre) og "Hoshi no Utai" (Stjernernes sang), dog uden at vekselsangen og de vokalske modspil forsvinder. Karakteristisk er, at sangfremførelsen altid veksler frem og tilbage mellem solisterne, og at musikerne altid understøtter solisterne, mens egentlige musikalske mellemspil kun sjældent forekommer.
Sceneeffekter ved liveoptrædener forekommer stort set ikke. Det er altid de sanglige præstationer, der fremhæves. Når det går højst, indgår yderst beskedne lyseffekter, men de tager aldrig overhånd i forhold til sangen. Teksterne er overvejende på japansk men med et for japansk popmusik karakteristisk indslag af enkelte passager på engelsk.

## Medlemmer
Kalafina består af:
- Wakana Ōtaki 大滝若菜 – 10. december 1984, tillige medlem af FictionJunction og omtales her som FictionJunction Wakana.
- Keiko Kubota 窪田啓子 – 5. december 1985, tillige medlem af FictionJunction og omtales her som FictionJunction Keiko.
- Hikaru Masai 政井光 – 2. juli 1987

Andre medlemmer:
- Yuki Kajiura (komponist, arrangør, keyboards, producer, backing vokalist)
- Yuriko Kaida (kor)
- Hanae Tomoru (kor)

Tidligere medlem:
- Maya Toyoshima 豊島摩耶 – (vokalist)[2]

## Historie
I slutningen af 2007 begyndte Yuki Kajiura at arbejde med soundtracket til en filmatisering af novellerne "Kara no Kyoukai" (Syndernes have). Hun startede i den forbindelse popmusikprojektet Kalafina med henblik på indspilningen af de 7 sange til filmene. Den første single, "oblivious" blev udgivet den 23. januar 2008 med vokalsangerne Keiko og Wakana fra Yukis andet musikprojekt FictionJunction. Den første single indeholdt sangene fra de første 3 film, den blev solgt i 38.695 eksemplarer og nåede en 8-plads på Oricon ugentlige single-hitliste. Endnu på dette tidspunkt blev sangernes navne ikke officielt oplyst, idet det blev meddelt, at Kalafina ville få flere vokalister udvalgt af Kajiura og Sony blandt de omkring 30.000, der deltog i en sangprøve. Først ved koncerten "Dream Port", hvor Kalafina forestod åbningsnummeret, blev gruppens medlemmer offentliggjort.
De nye vokalister Hikaru og Maya blev introduceret i forbindelse med den anden single "sprinter/ARIA", hvilken er den eneste single med alle fire vokalister. Ifølge rygter var Maya under uddannelse og måtte koncentrere sig om studierne. Hun blev derfor erstattet med Yuriko Kaida under koncertfremførelser af "sprinter" og "ARIA". Siden har alle udgivne plader haft Keiko, Wakana og Hikaru som vokalister. "sprinter/ARIA" blev solgt i 23.309 eksemplarer og nåede en 10 plads på single-hitlisten.
Kalafinas tredje single "fairytale" (eventyr) udkom den 24. december 2008. CD-en blev solgt i 17.806 eksemplarer og nåede en 9 plads på single-hitlisten.

### Seventh Heaven
Kalafina udgav gruppens debutalbum og fjerde single den 4. marts 2009. Debutalbummet "Seventh Heaven" (Den syvende himmel) markerede ligeledes en afslutning på gruppens engagement i forbindelse med "Kara no Kyoukai". "Seventh Heaven" blev solgt i 38.087 eksemplarer og var på hitlisten i 19 uger med en 8 plads som højeste placering. "Seventh Heaven" indeholder blandt andet "Natsu no Ringo" og "Kimi Ga Hikari Ni Kaete Yuku". "Seventh Heaven" blev ligeledes udgivet i USA den 26. maj 2009 og senere i Sydkorea den 9. september 2011.

### Red Moon
Den fjerde single, "Lacrimosa" blev udgivet samtidig med gruppens debutalbum og markerede et brud med det oprindelige koncept for gruppen, idet den indeholdt et sluttema til anima-filmen "Kuroshitsuji".
Den 7. maj 2009 blev det officielt meddelt under Kalafinas "Musou no Rakuen"-koncert, at Maya kun var med ved "sprinter/Aria" og at gruppen fremover ville fortsætte med tre medlemmer. Desuden udkom en ny single, "storia" (historie) med sangtemaer til NHK-programmet "Rekishi Hiwa Historia" (Historiens hemmeligheder). "storia" nåede en 15 plads på single-hitlisten.
3 måneder senere fulgte den sjette single, "progressive". I januar 2010 udkom Kalafinas syvende single, "Hikari no Senritsu" (Lysets melodi), der blev valgt som åbningstema til animafilmen "Sora no Woto" (Lyde fra himmelen). I forbindelse med hermed opnåede gruppen popularitet blandt anima-fans. Efter successen med "Hikari no Senritsu" udgav gruppen sit andet album "Red Moon". 
"Red Moon" (Røde måne) blev solgt i 27.818 eksemplarer og var på hitlisten i 9 uger med en femteplads som højeste position. "Red Moon" indeholder blandt andet den yderst melodiske "I have a dream", der var sluttema i filmen "Eve no Jikan", den originale "Hikari no Senritsu", men tillige de tempofyldte sange "Kyrie" og "Hosni no Utai", der hver på deres måde markere giver solisterne mulighed for at udfolde deres stemmepragt.

### After Eden
Efter udgivelsen af gruppens andet album fulgte en kortere pause inden udgivelsen af gruppens ottende single, "Kagayaku Sora no Shijima ni wa" (I stilheden fra den lysende sky) den 15. september 2010. Den 1. december 2010 udgav Kalafina sin første DVD og Blu-ray med en filmatiseret udgave af gruppens koncert "Kalafina LIVE 2010 "Red Moon" at JCB HALL ~ Kajiura Produce 3rd Anniversary LIVE TOUR" samt en dokumentarfilm om gruppens Asia Tour 2010.
Den 16. februar 2011 udkom gruppens niende single, "Magia" med titelsangen som slut-tema for anima-filmen Puella Magi Madoka Magica, mens bagsiden "snow falling" var sluttema i animaserien "Kara no Kyoukai"s epilogfilm "Kara no Kyoukai: Shousho". På samme tid offentliggjordes sangen "symphonia", der blev anvendt som sluttema i Rekishi Hiwa Historias tredje sæson i januar 2011.
Den 21. september 2011 udkom Kalafinas tredje album, "After Eden", der blev solgt i 28.022 eksemplarer, var på hitlisten i 9 uger og nåede en 3. plads. Fra dette album kan fremhæves den indledende tempofyldte sang "Eden" men også fx balladen "Kagayaku Sora no Shijima ni wa".
I 2012 fulgte gruppen tidligere successer op med Kalafina LIVE TOUR 2012 "After Eden".

### Consolation
I 2011 fortsatte Kajiura sit samarbejde med TYPE-MOON og studio ufotable, denne gang med lydsporet til Fate prequel, Fate/Zero. Den anden sæson så Kalafinas deltagelse i form af åbningstemaet "To the Beginning" (Til begyndelsen). Senere i juli 2012 udgav Kalafina en anden sang, "moonfesta", via deres samarbejde med et andet NHK-program Minna no Uta, et musikprogram rettet mod børn. Omkring samme tid tog de en tourne til Tyskland og deltog i AnimagiC anime-konventionen i Bonn. I oktober fulgte gruppen op med deres 12. single "Hikari Furu", titelsporet er en fejende orkesterballade ledet af Wakana. Det blev brugt som temasang for den anden af tre Mahou Shoujo Madoka ☆ Magica filmtilpasninger. Singlen indeholdt to ekstra b-sider, der blev omtalt i den første film. "Hikari Furu" blev Kalafinas bedste første uge-debut, idet den solgte mere end 38.000 eksemplarer. Ikke længe efter blev "Yume no Daichi" en ny afslutning til det langvarige Rekishi Hiwa Historia-program sammen med et fjerde album Consolation (Trøst) annonceret til minde om gruppens 5-årsjubilæum. Albummets tema blev beskrevet som et tilbagevenden til Kalafinas rødder. Midt i deres promovering af Consolation optrådte Kalafina på ACen (Anime Central), der blev afholdt i Rosemont i Illinois. En national tour til promovering af albummet afsluttedes på Tokyo International Forum Hall den 4. august 2013.

### Best Albums &Far on the water
Som indledning til 2014 blev udgivet to Best Albums annonceret, der blev udgivet samtidig i juli. THE BEST "Blue" og THE BEST "Red" debuterede som henholdsvis nr. 3 og nr. 4 på Oricon-salgslisterne, i alt solgt i mere end 50.000 solgte eksemplarer. En ny sang "heavenly blue" blev medtaget i THE BEST "Blue" for at fremme udgivelsen. Kort efter medvirkede Kalafina ved Frankrigs Japan Expo og ved et andet internationalt kongresbesøg. Gruppens mål om at deltage på den prestigefyldte Nippon Budokan blev endelig virkeliggjort ved et to-dages koncertarrangement, "Red Day" og "Blue Day", til støtte for deres Best of-albummer. Der fremførte de to nye sange "ring your bell" ("ring din klokke"), sluttemaet for anden sæson af  Fate/stay night og "far on the water" ("langt på vandet"), en ny afslutning for Rekishi Hiwa Historia. I august 2015 udgav Kalafina deres 18. single "One Light", et pop-rock spor, der tjente som afslutningstema for anden del af Arslan Senki. Udgivelsen af gruppens femte studiealbum fulgte i september. Til støtte for dette nye album tog gruppen på turne til Hong Kong, Taiwan og endog Mexico.

## Diskografi

### Albummer

#### Mini-album
| Udgivet        | Titel        | Hitliste placering i Japan | Hitliste placering i Japan | Ref.  |
| Udgivet        | Titel        | Højeste                    | Uger                       | Ref.  |
| -------------- | ------------ | -------------------------- | -------------------------- | ----- |
| 23. april 2008 | Re/oblivious | 37                         | 6                          | [ 4 ] |

#### Studioalbummer
| Albuminformation                                             | Topplacering     |
| Albuminformation                                             | Japan · (Oricon) |
| ------------------------------------------------------------ | ---------------- |
| Re/oblivious (EP-skiva) - Udgivet: 23. april 2008            | 37               |
| Seventh Heaven (Studioalbum) - Udgivet: 4. marts 2009        | 8                |
| Red Moon (Studioalbum) - Udgivet: 17. marts 2010             | 5                |
| After Eden (Studioalbum) - Udgivet: 21. september 2011       | 3                |
| Consolation (Studioalbum) - Udgivet: 20. marts 2013          | 3                |
| The Best "Blue" (Samlingsalbum) - Udgivet: 16. juli 2014     | 3                |
| The Best "Red" (Samlingsalbum) - Udgivet: 16. juli 2014      | 4                |
| Far on the Water (Studioalbum) - Udgivet: 16. september 2015 | 2                |

### Singler
| Dato       | Titel                                                 | Topplacering     |
| Dato       | Titel                                                 | Japan · (Oricon) |
| ---------- | ----------------------------------------------------- | ---------------- |
| 23.01.2008 | "Oblivious"                                           | 8                |
| 30.07.2008 | "Sprinter" / "ARIA"                                   | 10               |
| 24.12.2008 | "Fairytale"                                           | 9                |
| 04.03.2009 | "Lacrimosa"                                           | 14               |
| 01.07.2009 | "Storia"                                              | 15               |
| 28.10.2009 | "Progressive"                                         | 14               |
| 20.01.2010 | "Hikari no Senritsu"                                  | 7                |
| 15.09.2010 | "Kagayaku Sora no Shijima ni wa"                      | 14               |
| 16.02.2011 | "Magia"                                               | 7                |
| 18.04.2012 | "To the Beginning"                                    | 11               |
| 18.07.2012 | "Moonfesta"                                           | 11               |
| 24.10.2012 | "Hikari Furu"                                         | 4                |
| 02.10.2013 | "Alleluia"                                            | 10               |
| 06.11.2013 | "Kimi no Gin no Niwa"                                 | 4                |
| 06.08.2014 | "Heavenly Blue"                                       | 15               |
| 19.11.2014 | "Believe"                                             | 10               |
| 13.05.2015 | "Ring Your Bell"                                      | 8                |
| 12.08.2015 | "One Light"                                           | 10               |
| 10.08.2016 | "Blaze"                                               | 10               |
| 05.04.2017 | "into the world/Märchen (メルヒェン)"                 |                  |
| 09.08.2017 | "Hyakka Ryouran (百火撩乱; Riot of a Hundred Flames)" |                  |

### Musikvideoer
- 01.12.2010 Kalafina LIVE 2010 "Red Moon" at JCB HALL ~ Kajiura Produce 3rd Anniversary LIVE TOUR
- 21.03.2011 Kalafina "After Eden" Special LIVE 2011 at TOKYO DOME CITY HALL
- 11.12.2013 Kalafina Live Tour 2013 "Consolation" Special Final
- 15.07.2015 Kalafina LIVE THE BEST 2015 "Red Day" at Nippon Budokan
- 15.07.2015 Kalafina LIVE THE BEST 2015 "Blue Day" at Nippon Budokan
- 22.06.2016 Kalafina LIVE TOUR 2015~2016 "far on the water" Special FINAL at Tokyo Kokusai Forum Hall A (Kalafina LIVE TOUR 2015〜2016 “far on the water” Special FINAL at 東京国際フォーラムホールA)
- 18.01.2017 Kalafina Arena LIVE 2016 at Nippon Budokan (Kalafina Arena LIVE 2016 at 日本武道館)

### Opsamlinger/andre
- 21.05.2008 Kara no Kyoukai -the Garden of sinners- Fukan Fukei
- 25.06.2008 Kara no Kyoukai -the Garden of sinners- Satsujin Kousatsu (Part 1)
- 17.12.2008 Kara no Kyoukai -the Garden of sinners- Garan no Dou
- 28.01.2009 Kara no Kyoukai -the Garden of sinners- Mujun Rasen
- 29.06.2009 Kara no Kyoukai -the Garden of sinners- Boukyaku Rakuon
- 29.08.2009 Kuroshitsuji Sound Complete BLACK BOX (Disc 3 #3 Lacrimosa)
- 29.12.2009 Kara no Kyoukai -the Garden of sinners- Satsujin Kosatsu (Part 2)
- 24.03.2010 Sora no Oto Originalt Soundtrack (#26 Hikari no Senritsu (TV size))
- 28.07.2010 Eve no Jikan Movie Originalt Sountrack (#33 I have a dream (Movie Size))
- 22.12.2010 Kuroshitsuji II Originalt Soundtrack (#23 Kagayaku Sora no Shijima ni wa (TV size))
- 02.03.2011 Yuki Kajiura – the Garden of sinners -Gekijouban "Kara no Kyoukai" Ongakushuu- (Disc 3 #8 snow is falling)
- 13.04.2011 Rekishi Hiwa Historia Originalt Soundtrack II (#3 storia, #26 symphonia TV ver.)
- 2013: Kalafina 5th Anniversary LIVE SELECTION 2009-2012 (live)
- 2014: THE BEST “Red”  (opsamling)
- 2014: THE BEST “Blue” (opsamling)
- 2016: Kalafina 8th Anniversary Special products The Live Album「Kalafina LIVE TOUR 2014」at TOKYO INTERNATIONAL FORUM HALL A (live)
- 2016: Winter Acoustic "Kalafina with Strings" (akustisk)

### DVD/Blu-ray
- 01.12.2010 Kalafina LIVE 2010 "Red Moon" at JCB HALL ~ Kajiura Produce 3rd Anniversary LIVE TOUR
- 21.03.2011 Kalafina "After Eden" Special LIVE 2011 at TOKYO DOME CITY HALL

### Andre udgivelser

#### Bøger
- 16.09.2011 Kalafina Record amazon.co.jp

#### Kalendere
- 24.09.2011 Kalender 2012 amazon.co.jp